# Gorkipark
Het Gorkipark (Russisch: Центральный Парк Культуры и Отдыха им. Горького; Tsentralny Park Koeltoery i Otdycha im. Gorkogo) is een amusementspark in het centrum van Moskou.
Het park ligt aan de rechteroever van de Moskva, aan de Krymski Val, in het district Zamoskvoretsje. Het ontstond in 1928 toen enkele grote tuinen (onder andere die van het voormalige Golitsynziekenhuis) werden samengevoegd. Het heeft een oppervlakte van 1,2 vierkante kilometer.
In 1932 werd de eerste lijn van de kinderspoorwegen hier aangelegd. Volgens dit typische Oostblok-concept konden kinderen, onder begeleiding van volwassenen, met alle facetten van de spoorwegen kennismaken. Het traject was geëlektrificeerd en 528 meter lang. Het treintje heeft tot 1939 gereden.
De attracties zijn tamelijk kleinschalig. Het park is veel kleiner dan bijvoorbeeld Tivoli. Al met al doet het eerder aan een kermisterrein denken dan aan een attractiepark. De meeste Moskovieten zien het park vooral als een rustpunt in de drukke stad.
Er zijn onder andere draaimolens, schiettenten en een klein reuzenrad. Ook kan de bezoeker foto's maken van halftamme dieren, waaronder tijgers en apen. Voorts staat er een testmodel van het Sovjet-ruimteschip Boeran. 's Winters wordt een aantal lanen onder water gezet, waardoor een ijsbaan ontstaat.

## Verwijzingen
- Het park speelt een rol in het boek Gorky Park van Martin Cruz Smith uit 1981. In 1983 verfilmd als Gorky Park en in 1989 in het Nederlands verschenen als Moord in Gorki Park.
- Het nummer Wind of Change van Scorpions uit 1991 begint met de tekst Follow the Moskva/Down to Gorky Park.